# Элленберг (Альтмарк)
Элленберг (нем. Ellenberg) — коммуна в Германии, в земле Саксония-Анхальт.
Входит в состав района Зальцведель. Подчиняется управлению Бетцендорф-Дисдорф. Население составляет 428 человек (на 31 декабря 2006 года). Занимает площадь 18,63 км². Официальный код — 15 3 70 025.